# Багапш, Сергей Васильевич
Серге́й Васи́льевич Бага́пш (абх. Сергеи Уасыл-иԥа Багаԥшь [sergej wasəl jəpʰa bagapʰʃ], груз. სერგეი ვასილის ძე ბაგაფში; 4 марта 1949, Сухуми, СССР — 29 мая 2011, Москва, Россия) — советский партийный и абхазский государственный деятель, с 2005 по 2011 год — второй президент Республики Абхазия. Участвовал в Сухумских волнениях на абхазской стороне, был ранен в шею. С момента образования независимой Абхазии занимал руководящие должности в её правительстве, с 2004 года в ходе политического кризиса был дважды избран президентом республики. При Сергее Багапше состоялось официальное признание Российской Федерацией Республики Абхазия как суверенного и независимого государства. Во время своего второго президентского срока страдал от рака лёгкого и связанных с этим осложнений, вызванных чрезмерным курением. Весной 2011 года скончался в Москве после операции.

## Биография

### Ранние годы
Сергей Багапш родился в многодетной абхазской семье Василия и Шушаны Багапш 4 марта 1949 года в Сухуми. Прадед Сергея — Раджап — после мухаджирства в начале XX века вернулся из Турции в Абхазию. Дед Саид с семьёй после волны притеснений абхазов в 1928 году обосновался в селе Джгерда.
После окончания 10-й абхазской средней школы, окончил Грузинский институт субтропического хозяйства по специальности «агроном». Во время учёбы в вузе подрабатывал рабочим на винзаводе, инкассатором в Госбанке. В студенческие годы занимался спортом, был капитаном сборной Абхазии по баскетболу на спартакиаде народов СССР.
В 1972 году стал начальником агрономического отдела Московского эфиромасличного совхоза. Служил в советской армии в 1973—1974 годах, после демобилизации назначен на должность инструктора Абхазского обкома комсомола.

### Партийная деятельность
В 1978 году Сергей Багапш был назначен заведующим сектором информации ЦК ЛКСМ Грузии, по совместительству — заведующим отделом рабочей и сельской молодёжи ЦК ЛКСМ Грузии, а в 1980 году — первым секретарём Абхазского обкома ЛКСМ Грузии. В 1982 году Багапш стал первым секретарём Очамчирского РК КП Грузии. Активно поддерживал абхазское национально-освободительное движение. Принимал участие в Абхазских волнениях 1989 года, пытаясь предотвратить массовые вооружённые столкновения, получил огнестрельное ранение в шею, но продолжил попытки успокоить толпу. После волнений в том же году Багапш был лишён партийного поста, как сторонник абхазского самоопределения. В 1989—1991 годах являлся заместителем председателя Государственного агропромышленного комитета Абхазской АССР.

### После распада СССР
В 1992 году Сергей Багапш стал 1-м заместителем председателя Совмина Абхазской АССР. В первые дни грузино-абхазской войны 1992—1993 Багапш обеспечил выезд из Сухуми для десятков семей, вёл переговоры с грузинской стороной в Сухуми и Тбилиси, в том числе с Эдуардом Шеварднадзе. В ходе боевых действий занимался материально-техническим обеспечением обороноспособности Абхазии, прежде всего — оружием, боеприпасами, горючим, медикаментами, продовольствием. Вёл организаторскую работу среди добровольцев юга России и Северного Кавказа, участвовал в переговорном процессе по мирному урегулированию грузино-абхазского конфликта. По данным некоторых СМИ во главе добровольческого отряда принимал участие в боях за Сухуми.
В конце войны в должности 1-го заместителя председателя Совета министров Абхазии был отправлен в Москву для помощи беженцам и поддержания контакта с правительством России. В 1995 году Владислав Ардзинба назначил Багапша на должность 1-го вице-премьера Республики Абхазия, при этом он всё ещё оставался в Москве в качестве представителя Абхазии.
В 1997—1999 годах занимал пост премьер-министра непризнанной Республики Абхазия. В тот период он руководил абхазской делегацией на переговорах с Грузией, занимался восстановлением разрушенной инфраструктуры в Абхазии. После отставки в 1999—2004 годах возглавлял абхазскую энергетическую компанию Черноморэнерго.
Являлся почётным президентом Федерации баскетбола Абхазии.

### Руководство республикой Абхазия
К 2004 году против Владислава Ардзинбы сформировалась мощная оппозиция, объединявшая в себе как людей из правящих классов, таких, как Сергей Багапш или Александр Анкваб, так и различные общественно-политические движения, самыми видными из которых были «Амцахара» и «Единая Абхазия». Действовавшему президенту ставили в вину разгул коррупции в стране, низкий уровень жизни граждан, несостоятельность на внешнеполитической арене. На президентских выборах 2004 года в противовес преемнику Ардзинба, Раулю Хаджимба, от оппозиции был выдвинут Сергей Багапш. Основной идеей предвыборной кампании кандидата стала необходимость менять авторитаризм, существующий, по его мнению, в республике на протяжении последних 11 лет.
В результате выборов 3 октября, которые с небольшим преимуществом, набрав 50,08 % голосов, выиграл Багапш, в республике сложилась крайне напряжённая ситуация, чреватая внутриабхазским вооружённым конфликтом. Первый президент республики Владислав Ардзинба и его ставленник Рауль Хаджимба отказались признать итоги голосования. Верховный суд Республики Абхазия назначил повторные выборы на 29 октября, но Багапш отказался принимать в них участие, а СМИ Абхазии отказались объявлять о новой дате выборов, в связи с чем сторонники Хаджимба расклеивали объявления о повторном голосовании на столбах. При участии российских посредников было принято компромиссное решение отменить результаты выборов 3 октября 2004 года и назначить повторные выборы на 12 января 2005 года, главные фавориты на эти выборы договорились выдвинуться единым блоком: Багапш — в президенты, Хаджимба — в вице-президенты.
На новых выборах тандем Багапш — Хаджимба получил абсолютное большинство голосов. Согласно данным Центризбиркома Абхазии, всего в выборах приняли участие 75719 человек из 129127 зарегистрированных избирателей. За Багапша проголосовали 69728 человек, а за его оппонента Якуба Лакоба — 3549. 12 февраля 2005 года состоялась инаугурация Сергея Багапша.
С 2006 года обстановка на фактической границе между Грузией и Абхазией становилась всё более напряжённой. 25 июля 2006 года после антиправительственных заявлений Эмзара Квициани грузинской полицией была начата спецоперация в верхней части Кодорского ущелья, которая завершилась 27 июля размещением в Чхалте прогрузинского правительства Абхазии в изгнании.
Сергей Багапш много курил, что со временем стало сказываться на его здоровье. Так в апреле 2007 года он был госпитализирован с диагнозом «приступ стенокардии на фоне крайней усталости» и на следующий день вылетел в Москву для прохождения медицинского обследования. Багапша осматривали в кардиологическом научно-производственном комплексе Росздрава, а также в Центральной клинической больнице управления делами президента РФ. После этого случая Багапш по рекомендации врачей решил бросить курить.
20 сентября 2007 года отряд грузинского спецназа совершил нападение на группу абхазских военнослужащих на территории Ткварчельского района. 30 октября того же года патруль миротворческих сил СНГ, разоруживший агрессивно настроенных представителей грузинской полиции, был окружён превосходящими силами спецназа Грузии. В начале 2008 года грузинской армией в непосредственной близости от границы с Абхазией были проведены учения, участились полёты самолётов вблизи границы и беспилотников над территорией Абхазии. 18 марта и 20 апреля над зоной безопасности два беспилотных летательных аппарата были сбиты. 26 июня 2008 года Сергей Багапш посетил Москву с официальным визитом, в рамках которого обсуждался в том числе вопрос признания Россией независимости Абхазии. Это вызвало резко негативную реакцию грузинских властей.
В 2008 году во время войны в Грузии Багапш был верховным главнокомандующим вооружёнными силами Республики Абхазия. В ходе этой войны Абхазия вела боевые действия на стороне Южной Осетии, оттянув на себя часть грузинских войск. В ходе силовой операции 9—12 августа 2008 года Абхазия сумела восстановить свой контроль над территорией верхней части Кодорского ущелья, полностью очистив её от грузинских войск, полиции и представителей «правительства Абхазии в изгнании».
В ходе встречи с Медведевым 14 августа 2008 года, вместе с президентом Республики Южная Осетия Эдуардом Кокойты подписал шесть принципов урегулирования грузино-югоосетинского и грузино-абхазского конфликтов, ранее разработанных Медведевым и Саркози.
21 августа 2008 года парламент Абхазии принял обращение к Президенту РФ, Совету Федерации и Госдуме с просьбой о признании независимости. 25 августа Совет Федерации РФ и Государственная дума РФ единогласно приняли обращения к Президенту РФ с предложением о признании независимости Абхазии. 26 августа Президент России Дмитрий Медведев подписал указ «О признании Республики Абхазия», согласно которому Российская Федерация признала эту республику «в качестве суверенного и независимого государства», решила установить с ней дипломатические отношения и заключить договор о дружбе, сотрудничестве и взаимной помощи. 4 сентября 2008 года к признанию присоединилось Никарагуа, 10 октября 2009 года — Венесуэла.
12 декабря 2009 года в Абхазии прошли президентские выборы, на которых Багапш вновь одержал победу. 12 февраля 2010 года Сергей Багапш повторно вступил в должность Президента Абхазии, приняв присягу.
В 2010—2011 годах Сергей Багапш сконцентрировался на вопросах международного признания Республики Абхазия. В 2010 году президент посетил с визитами Россию, Кубу, Венесуэлу и Никарагуа, где встретился с представителями государственного руководства и провёл переговоры.

### Болезнь и смерть
В апреле 2011 года Багапш побывал с частным визитом в Турции по приглашению абхазской диаспоры. В тот день турецкий МИД распространил официальное заявление, в котором было указано, что визит абхазского лидера вызван состоянием его здоровья. Характер болезни и меры медицинского вмешательства не уточнялись. 21 мая Багапш был прооперирован российскими и французскими специалистами в московской клинической больнице № 83 ФМБА России в связи с проблемами в правом лёгком. Врачи признали, что Сергей Багапш был болен раком лёгкого. В ночь с 27 на 28 мая состояние Багапша резко ухудшилось, в связи с чем он был подключён к аппарату искусственного дыхания. 28 мая проблемы возникли и с другими органами. Несмотря на интенсивную терапию, вывести президента из состояния комы врачам не удалось. Он скончался 29 мая 2011 года, не приходя в сознание.

### Похороны
30 мая 2011 года в Москве в культурном центре Вооружённых сил России прошла гражданская панихида, которую посетил Президент РФ Дмитрий Медведев. Вечером того же дня тело было доставлено в Сухум самолётом МЧС России.
Отпевание проводилось 2 июня в Сухуме, у дома, где проживал президент, исполняющим обязанности управляющего Абхазской православной церкви иереем Виссарионом Аплиаа. После этого тело было перенесено в здание абхазской филармонии, где состоялась официальная церемония прощания, в которой приняли участие делегации республик Северного Кавказа, частично признанной Южной Осетии, непризнанных Нагорного Карабаха и Приднестровья, делегация правительства России и сотрудники российского посольства. После траурного митинга, с участием премьер-министра России Владимира Путина, гроб с телом Сергея Багапша в сопровождении почётного караула Министерства обороны Абхазии провезли по улицам Сухума на лафете, после чего тело увезли в родовое селение Багапша — Джгерда. Там тело второго президента Абхазии было предано земле рядом с могилами его родителей под 10 орудийных залпов и исполнение духовым оркестром национального гимна.

## Семья
- Супруга — Марина Георгиевна Шония, грузинка из Гальского района[34][35], врач[1];
- Сын — Зураб, бизнесмен[1];
- Дочь — Лиана, врач-дерматолог[1];
- Несколько внуков[1].

## Оценки деятельности
Многие как в Абхазии и России, так и на Западе отзывались о Багапше, как о «мастере компромиссов», способном в самых сложных ситуациях найти решение, устраивающее обе стороны, что было крайне необходимо в республике, терзаемой не только войной с Грузией, но и многочисленными внутренними конфликтами, способными перерасти в гражданскую войну. В его президентский срок было начато решение проблемы с регистрацией недвижимости российских граждан на территории республики, начато восстановление курортов и сферы обслуживания, ослаблен действовавший в республике криминалитет и, самое главное — установлены дипломатические и экономические отношения и официальное военное сотрудничество с Россией. Некоторая часть оппозиции оценивала эти контакты как чересчур близкие и посягающие на суверенитет республики.
В отношениях с Грузией Багапш соблюдал жёсткость и неизменно декларировал независимость Абхазии, несмотря на надежды, которые в его отношении питало грузинское руководство. Надежды эти были связаны с работой Багапша в руководстве комсомола Грузинской ССР и сохранившиеся у него с тех времён личные контакты с некоторыми государственными деятелями Грузии. При этом Сергей Багапш допускал установление хороших отношений с соседним государством в том случае, если оно признает независимость республики.
C Багапшем связан период относительной стабильности в стране. После харизматичного Ардзинба Абхазии был нужен президент, который бы успокоил находящееся в напряжении общество и перевёл страну на мирные рельсы. И Сергей Багапш как нельзя лучше подошёл для этой задачи.
Среди населения Сергей Багапш пользовался неизменным уважением, некоторые ставили его в один ряд с Владиславом Ардзинба. После его смерти в большинстве организаций появились фотографии умершего, возле которых возлагались цветы. Наибольшей популярностью пользовалось совместное фото первого и второго президентов республики, сделанное в 2005 году.

## Награды
Награды Абхазии
- Звание Героя Абхазии (2011, посмертно)[44][45];
- орден «Честь и слава» I степени (2011, посмертно)[44][45].

Награды СССР
- Орден Дружбы народов (30 марта 1982 года)[46]

Награды других государств
- Орден Мужества (Российская Федерация, 30 сентября 2011 года, посмертно) — за мужество и самоотверженность, проявленные при решении проблем по стабилизации обстановки в Закавказском регионе[47];
- Орден Почёта (Южная Осетия, 2005)[48];
- Орден Дружбы (Южная Осетия, 2006)[49];
- Орден «За заслуги» I степени (Приднестровская Молдавская Республика, 2006)[49];
- Орден Суворова II степени (Приднестровская Молдавская Республика, 2008)[50][51];
- Почётная грамота Правительства Москвы (3 марта 2009 года) — за большой личный вклад в развитие сотрудничества Республики Абхазия с городом Москвой и в связи с 60-летием со дня рождения[52].

## Память
В честь Сергея Багапша названы:
- Площадь в Сухуме (бывшая площадь Конституции СССР)[53];
- Центральная площадь города Очамчира[54];
- Автодорога Тамыш — Джгерда[54].